# Англицизми у српском језику
Англицизми (од лат. anglicismus) су речи преузете из енглеског језика и прилагођене српском језику. Англицизми спадају у српске речи страног порекла. Англицизам у српском језику је извесна особина енглеског језика која је пренесена у српски језик. Мада је неспорна и оправдана употреба англицизама у многим сверама, све чешће се користе и уместо адекватних српских речи које су релативно до скора биле коришћене, па је тако бесмислица/глупост постала nonsense - само један еклатантан пример, а има их доста.

## Разлози и предности
Утицај енглеског на српски је новијег датума. На пример, у капиталном лексикографском остварењу, „Грађи за речник страних речи у предвуковском периоду“ Велимира Михајловића, која подразумева 18—19. век, налази свега 25 речи пореклом из енглеског, међу којима има и оних које су стигле немачким посредством, па се могу сматрати и германизмима (нпр. циц или факторај). Међутим, крајем 20. и почетком 21. века постао је популаран језик, не само у Србији, него и у целом свету због распрострањености и огромне заступљености у комуникацији и технологији, што је и довело до његовог снажног утицаја на све језике са којима долази у додир.. Др. Борис Хлебец, редовни професор на Катедри за англистику Филолошког факултета у Београду, овај продор енглеског у српски објашњава увозом технологије и културе са којима се увозе такође и етикете и називи за њих. „Не морамо да сами смишљамо називе, а и тешко бисмо се око њих договорили. Са застаревањем преузетих производа и појава застарева и њихова терминологија, па нам се труд често не би ни исплатио. Најчешће је позајмица једночлана реч, па тако не морамо да се служимо описним изразима, као што је „најпродаванији производ“ за разлику од кратког „бестселер“, или „скакање с еластичним конопцем“ уместо „банџиџампинг“.“, каже проф. Хлебец.

## Негативне стране
Међутим, поред предности, такође постоје и опасности претеривања и неоправданог преузимања енглеских речи. За ову појаву постоје одређени разлози који немају толико везе с лингвистичким колико са социолошким критеријумима. Психолог др Жарко Требјешанин, професор на Факултету за специјалну едукацију и рехабилитацију, каже да људи обично користе енглеске речи из лењости, као и из помодарства (нпр. ако је назив фирме на енглеском, то наводно звучи отменије и лепше). Најновија истраживања, међутим, показују да изворни говорници српског језика слабо познају значења англицизама који се користе у српском језику. Ту такође треба додати својеврстан феномен англосрпског, који подразумева један нов социолект, којим говоре млађи људи по градовима, започетог а незавршеног образовања, и који се образују углавном преко популарних медија, а понајвише интернета. Англосрпски представља врсту српског језика који одступа од својих норми, и употребљава се према нормама енглеског језика. Наравно, под „англосрпским“ не подводи се сваки утицај енглеског језика на српски, него само оно што чини неоправдане и непотребне иновације настале под утицајем енглеске норме. Ту спадају, свакако, поред вокабулара, и правописна правила карактеристична за енглески језик која се без критеријума примењују и на српски (понајвише неоправдана употреба великог слова).

## Препоручена литература
- (2001). Du yu speak anglosrpski? Речник новијих англицизама, Змај, Нови Сад. (277 стр.). (у коауторству с В. Васић и Г. Нејгебауер).
- (2005). Енглески у српском, Змај, Нови Сад. (287 стр.).